# Temperatura termodinàmica
La temperatura termodinàmica és la mesura absoluta de la temperatura i és un dels paràmetres principals de la termodinàmica. Es tracta d'una escala "absoluta" perquè és la mesura de la propietat fonamental de la temperatura: el seu valor zero, o zero absolut, és la temperatura més baixa possible, és a dir, res no pot tenir una temperatura inferior al zero absolut. Es mesura en kèlvins.